# Prodiamesa levanidovae
Prodiamesa levanidovae är en tvåvingeart som beskrevs av Makarchenko 1982. Prodiamesa levanidovae ingår i släktet Prodiamesa och familjen fjädermyggor. Inga underarter finns listade i Catalogue of Life.